# NGC 4934
NGC 4934 (другие обозначения — UGC 8160, MCG 5-31-115, ZWG 160.120, PGC 45082) — галактика в созвездии Волос Вероники.
Находится в скоплении Волос Вероники. Вместе с NGC 4840 эти две галактики являются доминирующими в группе из 19 галактик внутри скопления.
Этот объект входит в число перечисленных в оригинальной редакции «Нового общего каталога».